# Batjes
De Batjes is een jaarmarkt in Roeselare die wordt georganiseerd in het laatste weekend van juni. De handelaren starten dan met koppelverkoop of afprijzingen voor de echte opruiming begint. De batjes worden geopend op vrijdagavond met het Vat van Rodenbach. Gedurende het batjesweekend worden tal van randactiviteiten in de stad georganiseerd. Een batje betekent een gunstkoopje, een uitzonderlijk geprijsde doch goede koopwaar. Het was dus niet de bedoeling dat nieuwe artikelen voor lagere prijzen werden verkocht. Wat verkocht mocht worden voor lagere prijzen werd gedefinieerd als: artikelen die uit de mode zijn, beschadigde waren.

## Geschiedenis

### Ontstaan
De batjes in Roeselare ontstonden middenin de crisistijd in het jaar 1932. De koopkracht van de arbeiders lag niet hoog, waardoor handelaren het niet gemakkelijk hadden.
De toenmalig schepen Senator Alfons Van Coillie en stadssecretaris Robert De Man vonden dat er iets gedaan moest worden aan de situatie. Via de Roeselaarse weekbladen werden de handelaren uitgenodigd op het stadhuis voor een vergadering. Hieruit kwam de beslissing om de eerste batjes te organiseren op zondagnamiddag 31 juli en maandag 1 augustus 1932.
De deelnemende straten waren: Noord-, Zuid-, Ooststraat, de Grote Markt en het Stationsplein. Handelaren uit andere straten mochten een kraam opstellen op de Grote Markt of voor de huizen van de deelnemende straten.
Aangezien dit een groot gebeuren was, werd er een comité opgericht dat samengesteld was uit drie vertegenwoordigers voor de straten en een afvaardiging van het college van burgemeester en schepenen. Naast de kramen van de handelaren waren er tal van nevenactiviteiten, zoals een harmonieconcert, een reclamestoet, een cinema in de openlucht, een ballonwedstrijd en koorddansen. De allereerste batjes lokten enorm veel volk.

### Oorlog
De laatste batjes die voor de oorlog plaatsvonden, waren die van 1938. In 1939 overleed deken Edward De Saegher, waardoor de batjes niet konden doorgaan.
Op 3 september 1939 vielen de Duitse troepen Polen aan, waardoor de Tweede Wereldoorlog uitbrak. Pas tien jaar later vonden de batjes weer plaats.

## Batjesprinses
In 1972 werd voor de eerste keer een Batjeskoningin en Batjeskoning gekozen. De deelnemers werden geselecteerd uit de zeven centrumstraten.
De eerste Batjeskoningin was Monique Vantomme, de Batjeskoning Freddy Claessens. De stad ondervond wat problemen bij het nadien weer samen krijgen van het koppel. Daarom besloot het hoofdcomité om in 1973 alleen een Batjesprinses te verkiezen. Zij werd gekozen uit deelneemsters tussen 18 en 30 jaar. De selectieronde bestond uit theoretische vragen en een praktische proef. Hieruit werden zes dames verkozen. Deze mochten dan deelnemen aan de spelquiz in 'De Beurs'.

## Reuzen
Een typisch gegeven aan de Roeselaarse batjes is de folkloristische stoet van de reuzen. In 1933 maakte reus Carlotta Vulgo haar intrede. Zij werd geschapen om ervoor te zorgen dat reus Rolarius niet meer eenzaam hoefde te zijn. In 1934 vervoegde reus Mane de stoet, het kind van Carlotta Vulgo en Rolarius. Mane werd gevoerd in een kinderwagen door de reuzebakker Batavia. In 1935 kwam er een reuzenkind bij, namelijk Zonnekin, die werd vergezeld door tante Babille. Ook in 1936 en 1937 kwamen er reuzen bij: reus Koba van 't Fort, Langemarksken uit d'oude Mote, reuzin Mandellientje en reus Roobaert.

## Vat van Rodenbach
Sinds 1986 is het vat van Rodenbach er als vaste aftrapper van de batjes. Op de Grote Markt wordt een gigantisch vat geplaatst van 3400 liter met Rodenbach. Dit bier wordt gratis uitgedeeld via traditionele kruiken. Een halfliterglas kan aangekocht worden.
Ieder jaar wordt er een wedstrijd georganiseerd om het logo te ontwerpen voor op het halveliterglas. Verder is een podium voorzien waar een dj-set plaatsvindt.